# Ronde van de Finistère 2024
De 38e editie van de wielerwedstrijd Ronde van de Finistère vond plaats op 11 mei 2024. De wedstrijd startte en finishte in Quimper en was 199,9 kilometer lang. De wedstrijd maakte deel uit van de UCI Europe Tour, met de categorie 1.1, en de Coupe de France. De Fransman Benoît Cosnefroy won, net als drie jaar eerder, en werd zo de vierde renner die de race tweemaal wist te winnen.

## Uitslag
| Plaats  | Naam               | Ploeg                      | Tijd     |
| ------- | ------------------ | -------------------------- | -------- |
| Winnaar | Benoît Cosnefroy   | Decathlon AG2R La Mondiale | 4u55'42" |
| 2       | Corbin Strong      | Israel-Premier Tech        | z.t.     |
| 3       | Rudy Molard        | Groupama-FDJ               | z.t.     |
| 4       | Axel Zingle        | Cofidis                    | z.t.     |
| 5       | Vincenzo Albanese  | Arkéa-B&B Hotels           | z.t.     |
| 6       | Eduard Prades      | Caja Rural-Seguros RGA     | z.t.     |
| 7       | Clément Venturini  | Arkéa-B&B Hotels           | z.t.     |
| 8       | Nolann Mahoudo     | Cofidis                    | z.t.     |
| 9       | Markus Hoelgaard   | Uno-X Mobility             | z.t.     |
| 10      | Joel Nicolau       | Caja Rural-Seguros RGA     | z.t.     |
| 11      | Orluis Aular       | Caja Rural-Seguros RGA     | z.t.     |
| 12      | Luca Van Boven     | Bingoal WB                 | z.t.     |
| 13      | Alexandre Delettre | St Michel-Mavic-Auber93    | z.t.     |
| 14      | Samuel Watson      | Groupama-FDJ               | z.t.     |
| 15      | Fredrik Dversnes   | Uno-X Mobility             | z.t.     |
| 16      | Jordi López        | Kern Pharma                | z.t.     |
| 17      | Cédric Beullens    | Lotto Dstny                | z.t.     |
| 18      | Fernando Barceló   | Caja Rural-Seguros RGA     | z.t.     |
| 19      | Quentin Pacher     | Groupama-FDJ               | z.t.     |
| 20      | Gorka Sorarrain    | Caja Rural-Seguros RGA     | z.t.     |